# Magnococcus berberis
Magnococcus berberis är en insektsart som beskrevs av Granara de Willink 1999. Magnococcus berberis ingår i släktet Magnococcus och familjen skålsköldlöss. Inga underarter finns listade i Catalogue of Life.